# Tholus

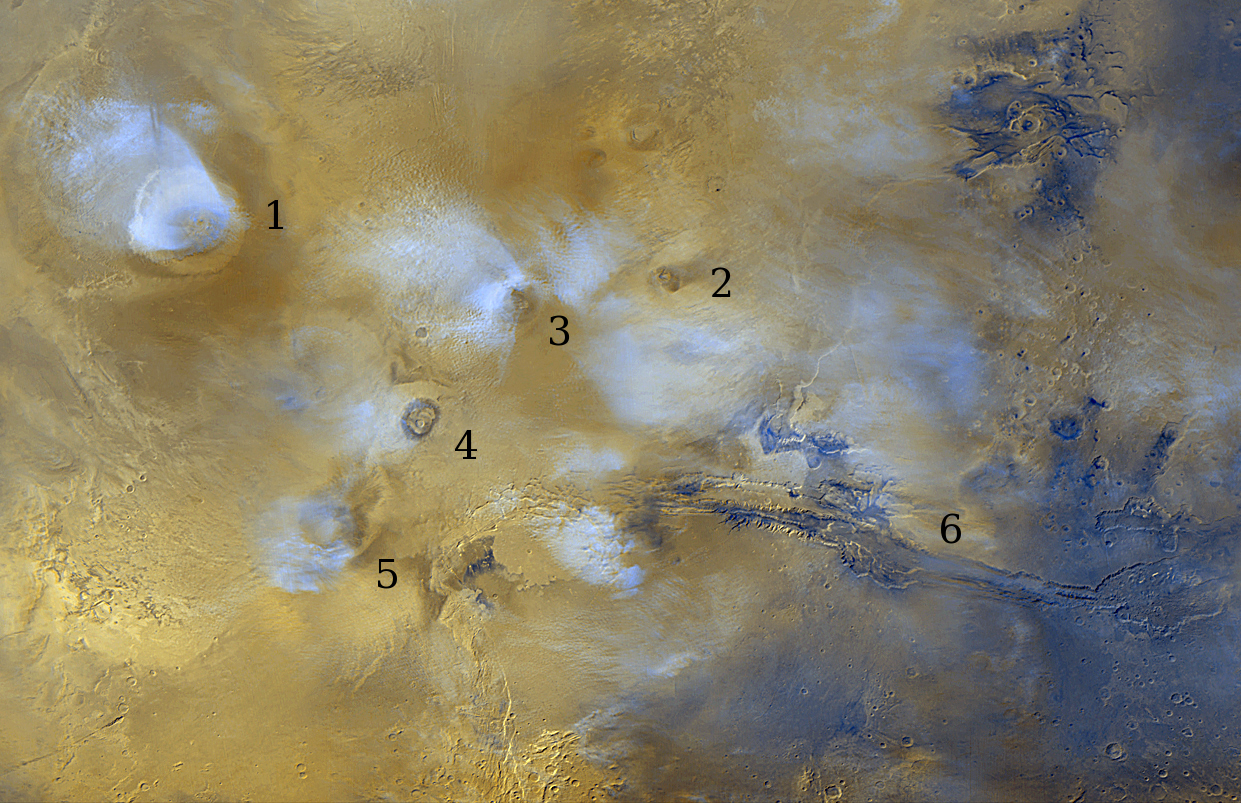
Imatge de la regió de Tharsis, a Mart. S'hi poden observar els grans volcans Olympus Mons (1), Ascraeus Mons (3), Pavonis Mons (4) i Arsia Mons (5), el Valles Marineris (6), i el Tharsis Tholus (2)

En astrogeologia, tholus (plural tholi; abr. TH) és una paraula llatina que significa «cúpula» o «volta» que la Unió Astronòmica Internacional (UAI) utilitza per indicar turons o petits relleus en forma de dom, possiblement d'origen volcànic, presents a la superfície dels planetes o altres cossos celestes. Per aquest motiu s'oposa al terme «mons», reservada per a muntanyes i relleus més pronunciats.
El 1973, la Unió Astronòmica Internacional (UAI) va adoptar el terme «tholus» com un dels diversos termes descriptors oficials per a estructures exogeològiques; una justificació per a l'ús de descriptors neutres llatins o grecs era que permetia assignar i descriure les característiques abans de poder determinar la seva geologia o geomorfologia. Per exemple, molts tholi semblen d'origen volcànic, però el terme no implica un origen geològic específic.
A l'abril de 2018, la UAI tenia reconeguts 98 tholi. Els tholi estan presents a les superfícies dels planetes Venus i Mart, del satèl·lit Io, del planeta nan Ceres i de l'asteroide (4) Vesta. Van ser anomenats seguint els següents criteris si no hi ha un criteri més general per al cos celeste en qüestió: 
- a Venus: porten el nom de deïtats femenines de diverses cultures.
- a Mart: porten el nom de característiques d'albedo presents en els mapes marcians d'Eugène Michel Antoniadi i Giovanni Virginio Schiaparelli, que al seu torn es referien a termes de la cultura clàssica grega i romana.
- a Ió: noms de personatges vinculats al mite d'Io, a l'infern de la Divina Comèdia de Dante, o d'altres estructures superficials situades a prop.
- a Ceres: noms de festivitats associades a l'agricultura.
- a (4) Vesta: nom de festes romanes o llocs associats a les vestals.

## Nota
1. ↑  La paraula original prové del grec θόλος, tholos (pl. tholoi), que significa «edifici circular amb sostre cònic» o «edifici amb una bòveda».[1] Els romans van transliterar la paraula al llatí «tholus», que significa «cúpula» o «dom».[2]